# Telefunkenwerk Zehlendorf

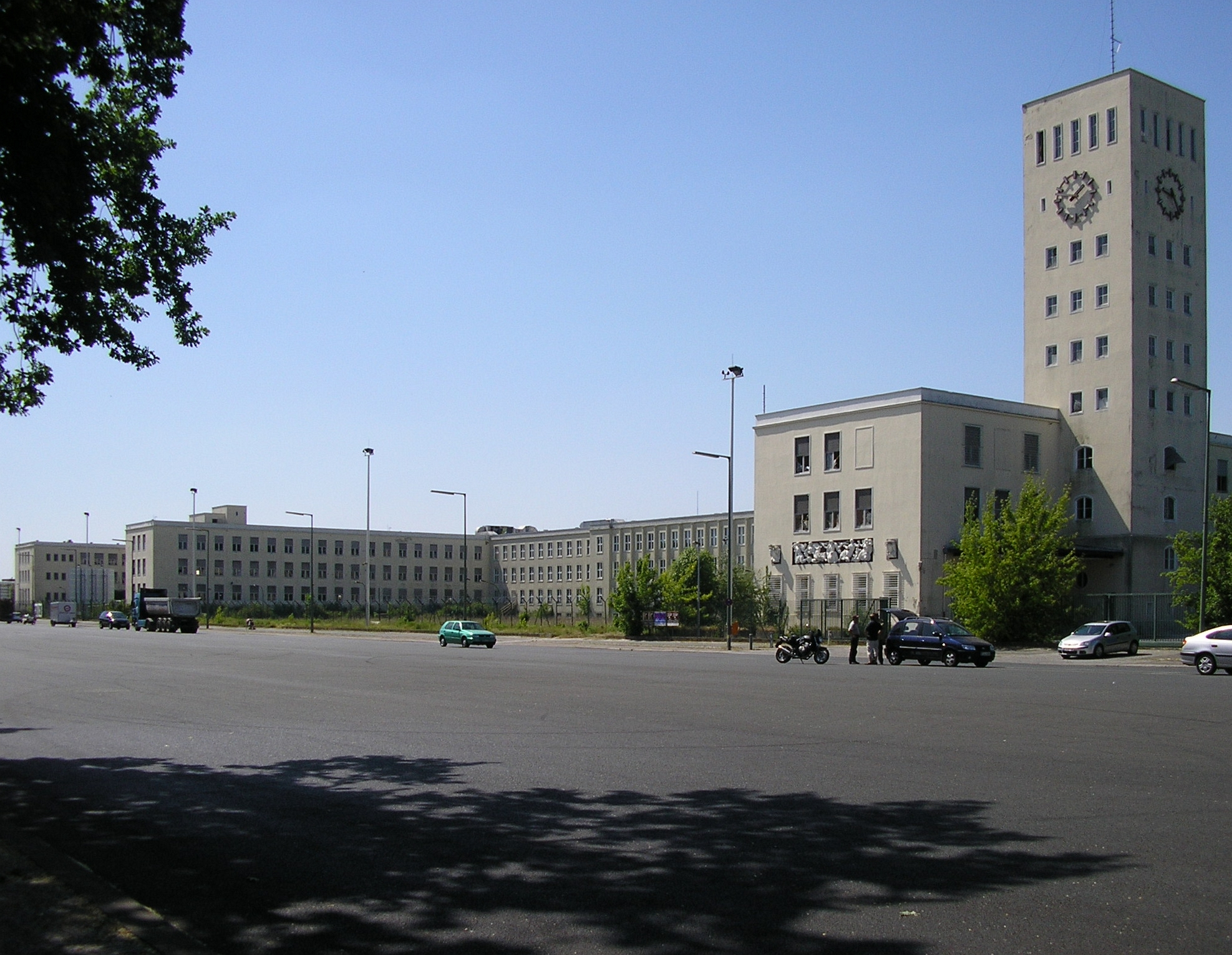
Blick auf Uhrenturm, originaler Zustand, 2008

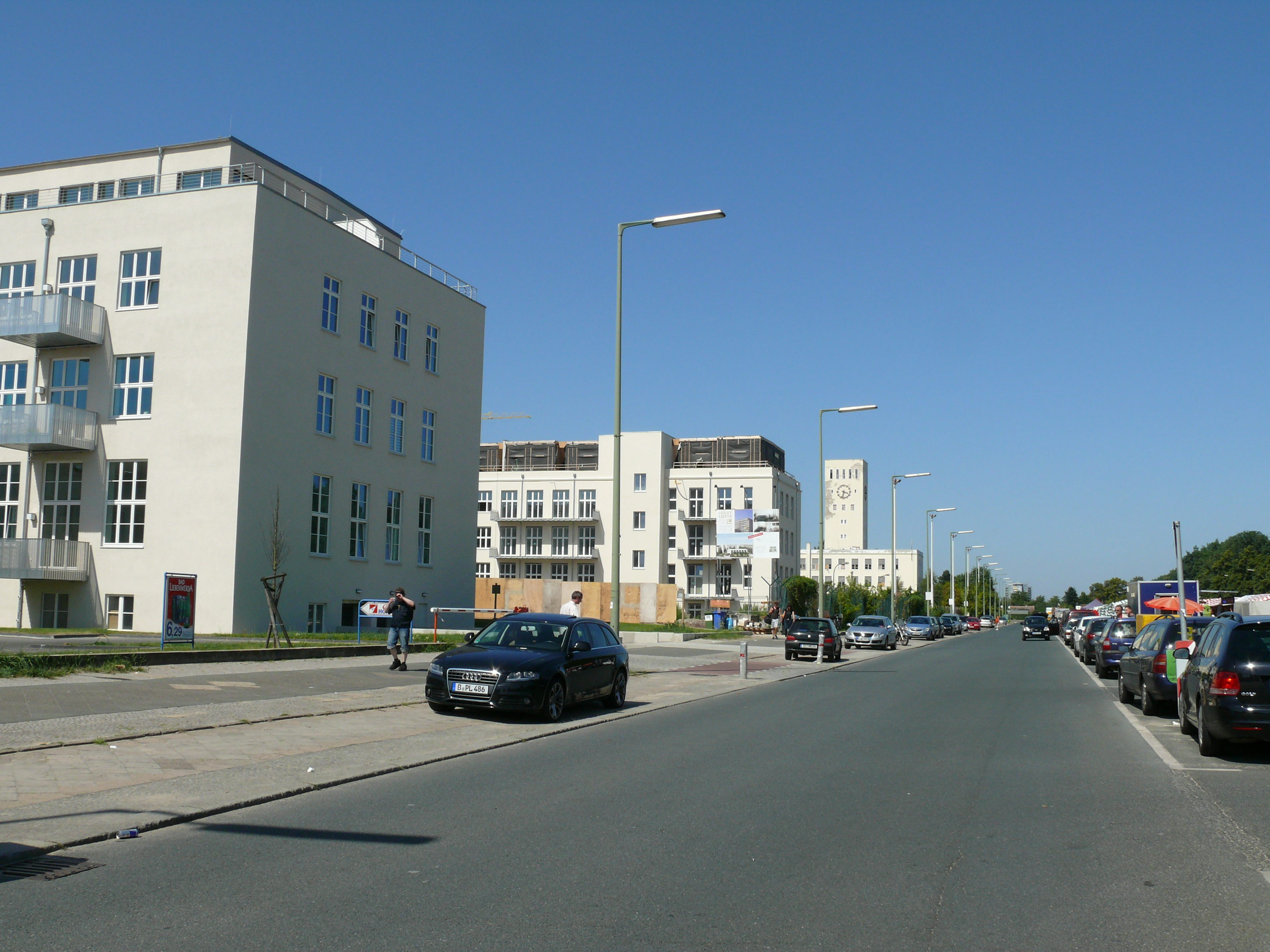
Teilrenovierter Zustand, 2012

Das Telefunkenwerk Zehlendorf ist ein Bauensemble im Berliner Bezirk Steglitz-Zehlendorf. Die von 1937 bis 1940 nach Plänen des Architekten Hans Hertlein errichteten Gebäude (damalige Postanschrift: Vierter Ring/Osteweg, heutiges Areal zwischen Goerzallee und dem Platz des 4. Juli in Lichterfelde) waren bis 1945 Stammwerk und Sitz der Telefunken Gesellschaft für drahtlose Telegraphie m.b.H.
Nach Kriegsende nutzten die US-Streitkräfte der Berlin Brigade das ehemalige Telefunkenwerk bis 1994 als Kaserne McNair Barracks. Die Gebäude wurden nach dem Jahr 2000 zum Großteil zu Wohnungen umgestaltet.

## Architektur
Die viergeschossigen Hauptgebäude sind in Stahlskelettbauweise errichtet und mit Flachdach versehen. Die Hauptgebäude gruppieren sich um offene Höfe. Daneben befinden sich ein- bis zweigeschossige Nebengebäude. Die Fassaden sind verputzt und kaum verziert. Ein markanter neungeschossiger quadratischer Uhrturm, ebenfalls mit Flachdach, befindet sich an der nordöstlichen Ecke der Anlage. Der Turm schließt sich an den ursprünglichen Verwaltungstrakt an. An dessen Stirnseite befindet sich ein figürliches Relief mit einer Allegorie über die Nutzung der Elektrotechnik durch die Menschheit von Josef Wackerle.
Bei der Renovierung ab 2010 wurde in den Hauptgebäuden eine Geschossaufstockung vorgenommen. Es entstanden Staffelgeschosse mit Dachterrassen. Auch wurde teilweise eine Außendämmung angebracht (in der Regel genehmigen Denkmalbehörden nur Innendämmung) und die alten Fassaden nachgebildet.

## Geschichte
Der Architekt Hans Hertlein, Leiter des Bauwesens der Siemens & Halske AG, legte 1937 den Bauentwurf vor. Siemens hielt bis 1941 einen 50-prozentigen Anteil an der Telefunken-Gesellschaft. Zur selben Zeit plante Hertlein für den Siemens-Konzern das Luftfahrtgerätewerk Hakenfelde (LGW) an der Streitstraße in Hakenfelde, das mit seinem Uhrturm die gleiche architektonische Handschrift zeigt. 
Das Telefunken-Areal wurde 1938 angekauft, 1939 konnten die ersten Teile bezogen werden und 1940 wurden auch die kleineren Nebengebäude fertiggestellt. Auf dem Areal wurden Entwicklungs- und Produktionsstätten sowie der Sitz angesiedelt. Entwickelt und produziert wurden hauptsächlich Elektronenröhren und Funkanlagen. Während des Zweiten Weltkrieges wurden Teile des Unternehmens zum Schutz ausgelagert. Etwa zehn Prozent des Werkes wurde durch Kampfhandlungen zerstört. Das beschädigte, aber funktionsfähige Werk wurde vollständig als Reparationsleistung demontiert. Häftlinge des KZ-Außenlagers Lichterfelde mussten hier Zwangsarbeit verrichten.
Nach der kurzen Besetzung durch Truppen der Roten Armee zwischen April und Ende Juni 1945 wurde der Gebäudekomplex als McNair-Barracks, neben den Andrews Barracks und den Roosevelt Barracks (Gardeschützenkaserne), zur dritten großen US-Kaserne der Berlin Brigade ausgebaut. Der zerstörte Mitteltrakt wurde vereinfacht wieder aufgebaut. Benannt wurde die Kaserne nach dem US-amerikanischen General Lesley J. McNair. Neben den Unterkünften der Soldaten waren am Standort Ausbildungseinrichtungen, Offizierskasinos bzw. Mannschaftsheime, Turnhallen, Bäckerei, Bibliothek, mehrere Läden sowie ein Kino untergebracht. Zeitweise waren bis 2300 Soldaten in der Kaserne stationiert. Nach der deutschen Wiedervereinigung 1990 und dem darauf folgenden Abzug der US-Streitkräfte wurde das Gelände 1994 der Stadt Berlin übergeben.
Seit 1993 befand sich auf dem Gelände das McNair Museum. Es dokumentierte die vielfältige Geschichte der zivilen Angestellten, die bei den drei westlichen Alliierten beschäftigt waren. 1995 wurde das 60.000 Quadratmeter große Bauensemble unter Denkmalschutz gestellt. Nach dem Flughafen Tempelhof ist es das zweitgrößte Denkmal Berlins.
Die einzelne Gebäude wurden an verschiedene Investoren verkauft und sind zu Loftwohnungen, Penthäusern und Maisonetten umfunktioniert worden. Auch Einrichtungen wie die Phorms-Schule zogen in renovierte Gebäude ein. Die verschiedenen Bauabschnitte für Wohnraum waren Lesley-Lofts, Loftland und Monroe-Park. Die Lesley-Lofts sind nach Lesley J. McNair, dem Namensgeber der früheren Kaserne, benannt. Der Monroe-Park erinnert hingegen an die US-amerikanische Schauspielerin Marilyn Monroe und spielt damit auf die Mittelpromenade der ehemaligen Kaserne an, die nach dem Regisseur Billy Wilder benannt ist. Der Monroe Park wurde von dem Architekten Sergei Tchoban geplant und konnte erst mit einer vierjährigen Verspätung ausgeführt werden, da der Investor Lehman Brothers 2008 Insolvenz anmelden musste.